# Chiesa di San Martino di Breclema
La chiesa di San Martino di Breclema a Romagnano Sesia in provincia di Novara è tra le più antiche della zona, risale sicuramente all'XI secolo, ma recenti scavi archeologici hanno portato alla luce reperti, monete e mura risalenti in al IX secolo.

## Struttura

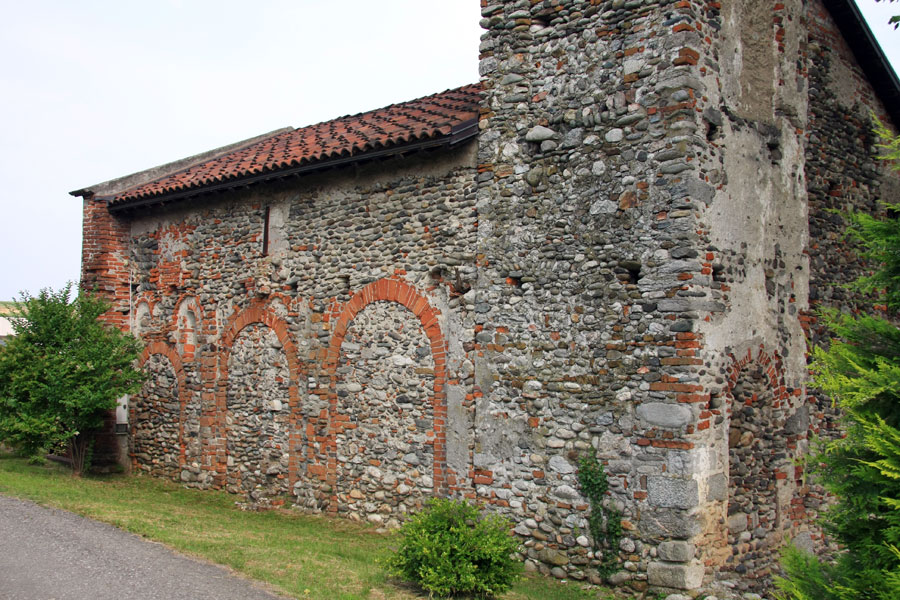
Lato esterno settentrionale con la base del campanile

Esternamente la chiesa ha conservato caratteristiche del romanico anche se nel XVI secolo venne sostanzialmente modificata con la rotazione di 180 gradi dell'edificio che era inizialmente rivolto ad est.
Attorno alla chiesa di San Martino esisteva il castrum di Breclema distrutto nel XIII secolo a seguito di vicende politiche tra il Comune di Novara e i Conti di Biandrate. Dalla distruzione si salvò la fortificazione del Castellazzo per la protezione del guado sul fiume Sesia e la chiesa di San Martino.
Nel 1643 dagli atti del parroco Antonio Ragni la Chiesa di San Martino fu trasformata in lazzaretto durante una  pestilenza.
Nel 1693 fu rinnovato il dipinto con la Beata Vergine Maria che si trova ancora oggi sulla parete dell'altare.
Pochissime sono le notizie nel Settecento e nell'Ottocento, quando la chiesa venne lasciata in completo abbandono. Dal 1996 al 2001 la Chiesa di San Martino di Breclema è stata oggetto di grossi interventi: rifacimento del tetto, nuova pavimentazione, consolidamento delle strutture e ripristino delle decorazioni.
Nelle vicinanze della Chiesa di San Martino, il 30 aprile 1524, morì Pierre Terrail de Bayard nel corso della battaglia di Romagnano, combattuta tra gli spagnoli di Carlo V e i francesi di Francesco I.

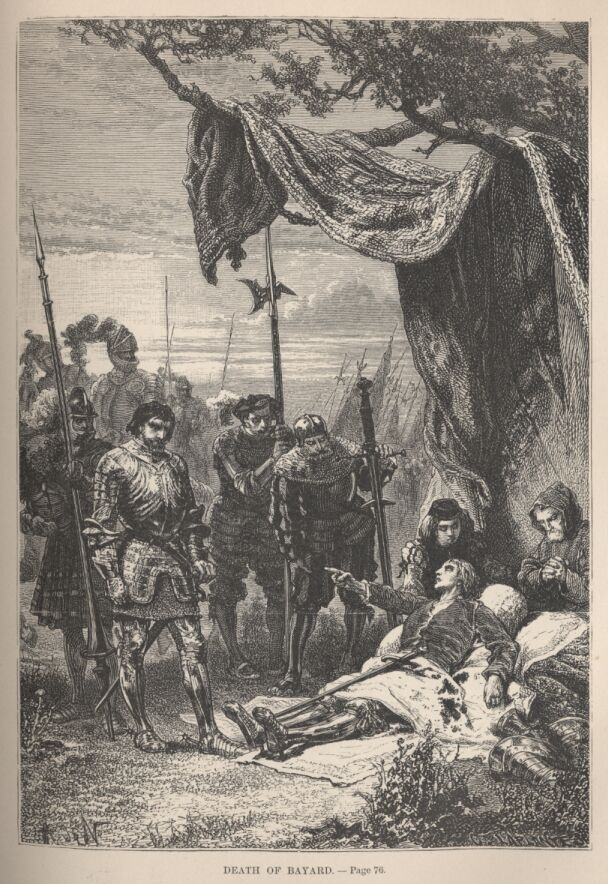
La morte del Cavalier Baiardo durante la battaglia di Romagnano